# Grijskopmaki
De grijskopmaki (Eulemur cinereiceps) is een zoogdier uit de familie van de maki's (Lemuridae). De wetenschappelijke naam van de soort werd voor het eerst geldig gepubliceerd door Grandidier & Milne-Edwards in 1890.
Deze maki werd lang beschouwd als een ondersoort van de bruine maki, E. fulvus albocollaris. In 2001 kreeg deze ondersoort soortstatus en werd de naam Eulemur albocollaris. In 2008 veranderde op grond van de naamgevingsregels en een wetenschappelijk verantwoorde beschrijving uit 1890 de naam in E. cinereiceps.

## Beschrijving
Bij de grijskopmaki is er verschil in uiterlijk tussen het mannetje en het vrouwtje (seksueel dimorfisme). Het mannetje heeft een grijsbruine rug, lichtgrijs op de buik en met een donkere staart en achterpoten; de kop is grijs en de snuit steekt erg naar voren. Verder heeft het mannetje lange, witte bakkebaarden en een baard. Bij het vrouwtje is de vacht veel meer roodbruin van boven en lichtbruin van onder. De kop is ook grijs, maar de bakkebaarden en baard zijn minder opvallend en roodbruin van kleur. Een volwassen grijskopmaki heeft een kop-romplengte van 39 tot 40 cm, een staartlengte van 50 tot 55 cm en een lichaamsgewicht van 2,0 tot 2,5 kg.

## Verspreidings- en leefgebied
De grijskopmaki komt alleen nog voor in een vrij smalle strook bos in een gebied van 700 km² in het zuidoostelijk deel van Madagaskar in twee natuurreservaten: het Manomboreservaat en in het Mahabo-bosreservaat ten zuiden van Farafangana (zie verspreidingskaart).
Hij zoekt zijn voedsel in boomkruinen en leeft hoofdzakelijk van vruchten, bladeren, bloemen, paddenstoelen en insecten.
De grijskopmaki leeft in familiegroepjes, bestaande uit hoogstens 11 exemplaren. De totale populatie wordt geschat op een getal tussen de 5000 en 9500 dieren.

## Bedreigingen
De grijskopmaki behoort tot de 25 meest bedreigde primaten. Het toch al kleine leefgebied van de grijskopmaki wordt voortdurend kleiner door de omzetting van regenbos in landbouwgrond. Ook wordt er op gejaagd voor het vlees, vooral in de periode dat de dieren af komen op de oogst van aardbeiguave (Psidium cattlianum). Daarom staat de grijskopmaki als bedreigd op de internationale rode lijst.